# Castelo de Kirkcudbright
O Castelo de Kirkcudbright foi um castelo que estava localizado numa margem do rio Dee, em Kirkcudbright, na Escócia.
Um castelo de mota foi construído nesta zona no século XII, no entanto, este foi substituído por outro castelo no século XIII a sudoeste. O castelo pertencia à família Comyn, mas foi colocado aos cuidados do Rei Eduardo I da Inglaterra. Sir Walter de Corrie tornou-se governador do castelo em 1291 e Richard Siward tornou-se governador do castelo em 1292. O rei Eduardo I ficou no castelo em 1300. O rei Robert the Bruce capturou o castelo após 1313 e, depois, parece ter sido demolido.